# Émile Neubert
Émile Nicolas Neubert SM (* 8. Mai 1878 in Rappoltsweiler, Reichsland Elsaß-Lothringen (Deutsches Reich); † 29. August 1967 in Art-sur-Meurthe, Frankreich) war ein französischer römisch-katholischer Priester elsässischer Herkunft.

## Leben
Der Sohn von Nicolas Neubert und Sophie Wey trat 1892 in das Noviziat der Marianisten ein und legte 1902 seine ewigen Gelübde ab. Nach weiterführenden Studien in Ris, Puy-de-Dôme und Besançon absolvierte er neben seiner Lehrtätigkeit ein Studium der Literaturwissenschaft an der Sorbonne. Er wurde 1906 zum Priester geweiht, nachdem er drei Jahre lang Theologie am Priesterseminar von Freiburg im Üechtland studiert hatte, wo er den Doktortitel in Theologie (1907) erwarb. Zwischen 1907 und 1921 lebte er in den Vereinigten Staaten, wo er Novizenmeister in Fergusson und Marylhurst war und an der University of Dayton lehrte. Nach seiner Rückkehr nach Frankreich unterrichtete er ein Jahr lang am Kolleg Saint-Étienne in Straßburg, bevor er zum Direktor und dann zum Oberen des Internationalen Seminars der Marianisten in Freiburg im Üechtland ernannt wurde (1922–1949). Er verbrachte seinen Ruhestand damit, Werke über Spiritualität zu schreiben. Er war 1935 Mitbegründer der Société française d’études mariales.

## Schriften (Auswahl)
- La Doctrine mariale de M. Chaminade, fondateur de la Soc. de Marie Marianistes. Juvisy 1937.
- Maria, sende uns. Katholik, warum schläfst du? Innsbruck 1959.
- Mein höchstes Ideal. Jesus, Mariens Sohn. Nach der Lehre des P. Chaminade. Ochsenhausen 1988.